# Thelecythara dominguezi
Thelecythara dominguezi is een slakkensoort uit de familie van de Pseudomelatomidae. De wetenschappelijke naam van de soort is voor het eerst geldig gepubliceerd in 1983 door Gibson-Smith J. & W..